# Марул
Марул (лат. Marullus) — сьомий префект Юдеї, римський політичний діяч початку I століття.
Марула призначив імператор Калігула після відкликання Понтія Пілата та тимчасового наглядача за Юдеєю — Марцела. Період його префектури був хвилюючим і небезпечним часом через рішучість Калігули перетворити храм в Єрусалимі на імператорську святиню з величезною статуєю самого себе в образі Юпітера і рівною рішучістю євреїв не приймати такої речі, але нічого не можна віднести до Марула, оскільки важливі рішення обов'язково мали були прийняті в Римі та легатом Сирії — Публієм Петронієм .
Із статуєю зробленою в Сидоні та двома легіонами римських військ, які чекали на кордоні Галілеї, щоб забезпечити імператорський порядок. Війна врешті-решт була уникнена втручанням Агріппи I, який відвернув свого друга — Калігулу від такої провокації. Незабаром Калігулу було вбито, а імператор Клавдій у знак дружби і подяки за події при зміні влади у Римі призначає Агріппу з назвою «короля» на місце Марула та надає звання консула Римської імперії. Після смерті Агріппи I у 44 році Юдея стає знову римською провінцією та управляючим прокуратором.